# مسجد خوش قادم الأحمدي
يقع مسجد خوش قادم الأحمدي في شارع السيوفية في القاهرة وبُني عام 1366. كان المبنى في الأصل قصر الأمير طشتيمور. تحول المبنى إلى مسجد في أواخر القرن الخامس عشر. وفي عام 1498م، جُرد المخصي أمير خوش قدم الأحمدي من ثروته ورتبته ونُفي إلى السودان حيث توفي.
يقع في شارع السيوفية الموجود به المسجد تكية الدراويش التي تعتبر من أهم معالم هذا الشارع انشأها الدراويش المولوية في القرن 11هــ/17م على بقايا أثر قصر ومدرسة سنقر السعدي من العصر المملوكي، وتتكون التكية من أربع أقسام هي: منطقة الحجرات السكنية للطلبة وتحيط بها حديقة يتوسطها نافورة، ثم منطقة الإنشاد الديني والموسيقى والرقص الدوراني المولوي وهي "السماع خانة" ثم منطقة الخدمات والاستقبال والمدخل الرئيسي، كما يتميز الشارع أيضا بوجود قصر الأمير طاز 753هـ/ 1352م، وهو حالياً "مركز الابداع الفني".
اشتهر خوشقادم بمدفع رمضان، ففى أول يوم رمضان عام 859هـ / 1455م عندما كان واليًا مصر في هذه الفترة الوالى قد تلقى مدفع هدية من صاحب مصنع ألمانى فأمر بتجربته وتصادف ذلك الوقت مع غروب الشمس فظن سكان القاهرة إن ذلك إيذانًا لهم بالإفطار وفى اليوم التالى توجه مشايخ الحارات والطوائف إلى بيت الوالى لشكره علي هديته لسكان القاهرة فلما عرف الوالى الحكاية أعجب بذلك أيما إعجاب وأمر بإطلاق المدفع عند غروب الشمس في كل يوم من أيام رمضان واستمر هذا الأمر إلى يومنا هذا.

## روابط خارجية
- معلومات عن مسجد خشقاد الاحمدي